# Clé 2: Yellow Wood
Clé 2: Yellow Wood è il quinto EP del gruppo sudcoreano Stray Kids, pubblicato il 19 giugno 2019 dall'etichetta discografica JYP Entertainment e distribuito tramite Dreamus.
La tracklist del disco è composta da tre inediti, tra cui l'apripista Side Effects, e da tutte e quattro le canzoni intitolate Mixtape, precedentemente disponibili solo nelle versioni CD dei loro quattro EP precedenti. È l'ultimo disco che vede la partecipazione di Woojin, uscito dal gruppo l'ottobre seguente.

## Tracce
1. Road Not Taken (밟힌 적 없는 길?, Balbhin jeok eomneun gilLR; Una strada mai calpestata) – 1:36 (testo: 3Racha – musica: Matthew Tishler, Andrew Underberg, Crash Cove)
2. Side Effects (부작용?, Bujag-yongLR) – 3:14 (testo: 3Racha – musica: 3Racha, TAK, 1Take)
3. TMT (별생각?, ByeolsaenggakLR; Pensiero particolare/Molti pensieri) – 3:27 (testo: 3Racha – musica: 3Racha, TIME, GRVVITY)
4. Mixtape #1 – 4:13 (testo: Stray Kids – musica: 3Racha, Woojin) – la canzone è la versione OT9 di "Placebo" dei 3RACHA.
5. Mixtape #2 – 4:52 (Stray Kids) – la canzone è la versione OT9 di "If There’s a Shadow, There Must Be Light" dei 3RACHA.
6. Mixtape #3 – 4:18 (Stray Kids) – la canzone è una versione OT9 di "For You" dei 3RACHA.
7. Mixtape #4 – 3:51 (Stray Kids) – la canzone è una versione OT9 di "Broken Compass" dei 3RACHA.

Durata totale: 25:31

## Successo commerciale
Nella classifica giapponese delle vendite fisiche e digitali Clé 2: Yellow Wood ha esordito al 17º posto con 3 379 esemplari.

## Classifiche

### Classifiche settimanali
| Classifica (2019) | Posizione massima |
| ----------------- | ----------------- |
| Corea del Sud     | 2                 |
| Polonia           | 12                |
| Spagna            | 93                |

### Classifiche di fine anno
| Classifica (2019) | Posizione |
| ----------------- | --------- |
| Corea del Sud     | 38        |